# Respuesta
Respuesta è un singolo del rapper statunitense 6ix9ine eseguito insieme al cantante cubano Lenier.

## Descrizione
Il singolo è stato pubblicato il 4 settembre 2024 ed è una risposta in musica alla canzone Perdí mi tiempo di Yailin La Mas Viral, ex-fidanzata di 6ix9ine, presentata due settimane prima nel corso del programma El gordo y la flaca della rete Univision.